# Dariusz Wolski
Dariusz Wolski lengyel operatőr.
1956-ban született Varsóban. A legismertebb filmek, melyeken dolgozott, A Karib-tenger kalózai-trilógia. A számos film mellett olyan előadók videóklipjeinek fényképezése fűződik a nevéhez, mint David Bowie, Elton John vagy Sting.

## Munkái

### Mozifilmek
- 2012. Prometheus
- 2011. Rumnapló
- 2008. Sasszem
- 2007. Sweeney Todd, a Fleet Street démoni borbélya
- 2007. A Karib-tenger kalózai: A világ végén (Pirates of the Caribbean: At World's End)
- 2006. A Karib-tenger kalózai: Holtak kincse (Pirates of the Caribbean: Dead Man's Chest)
- 2005. Bújócska (Hide and Seek)
- 2003. A Karib-tenger kalózai: A Fekete Gyöngy átka (Pirates of the Caribbean: The Curse of the Black Pearl)
- 2002. Rossz társaság (Bad Company)
- 2001. A mexikói (The Mexican)
- 1998. Tökéletes gyilkosság (A Perfect Murder)
- 1998. Dark City
- 1996. A rajongó (The Fan)
- 1995. Az utolsó esély (Crimson Tide)
- 1994. A holló (The Crow)
- 1993. Rómeó vérzik (Romeo Is Bleeding)
- 1988. Sötétedés (Nightfall)

### Válogatott videóklipek
- 2000. Eminem feat. Dido: Stan
- 1989. Aerosmith: Janie′s Got a Gun
- 1989. Gladys Knight: Licence to Kill
- 1988. The Bangles: Eternal Flame
- 1988. Robin Beck: First Time
- 1988. Neil Young: This Note′s for You

## Elismerései

### Jelölések
- American Society of Cinematographers, USA
  - 1996. legjobb operatőr (Az utolsó esély)